# Saca
Saca (szlovákul: Šaca) Kassa város része Szlovákiában, közigazgatásilag a Kassai kerület Kassai II. járásához tartozik. Területe 47,87 km².

## Fekvése
Kassa óvárosától 15 km-re délnyugatra, a Kassai-medencében fekszik. Buzinka és Lajosháza tartozik hozzá.

## Története

### Saca
1275-ben „Ida” néven említik először. Későbbi említései: 1280 – terra Eghazas Ida, 1319 – poss. Saticha, 1328 – poss. Zethyce, 1344 – Setyche, 1379 – poss. Sathicha, 1385 – Sathicha, 1409 – Sethyche, 1424 – villa Saczcza, 1427 – poss. Sechcha, Secha, 1428 – poss. Sathcza, 1469 – poss. Sacza, 1514 – Saccza, 1553 – Sacha.
1427-ben birtokosa a Semsey család volt, akik a falu fölé emelkedő magaslatra várat építettek. A várat Mátyás király parancsára a kassaiak rombolták le, nehogy a husziták kezére kerüljön. A falu területén a középkor óta vízimalmok működtek.
A 18. század végén Vályi András így ír róla: „SACZA. Elegyes falu Abaúj Várm., földes Ura Semsey Uraság, a’ kinek lakó helyével díszesíttetik; fekszik Kassához mintegy mértföldnyire; határja jó termékenységű, vagyonnyai külömbfélék.”
Fényes Elek 1851-ben kiadott geográfiai szótárában így ír a faluról: „Sacza, tót falu, Abauj vgyében, Nagy-Idához 1 órányira, az Ida pataka mellett, 680 kath., 3 evang., 7 ref., 4 zsidó lak. Kath. paroch. templom. Ékesiti ezen helységet a földes uraság, t. i. Semsey Lajos k. kamarás szép izlésű kastélya s pompás angol kertje, egy üvegházzal, méhes szinnel, s 3 csatorna által összeköttetett kis tócskával. Van itt továbbá derék veteményes-kert, emeletes plébánia, kórház, 2 három kerekü malom, pálinkafőző ház, sok és szép gazdasági épület. A hat szakaszos váltógazdaság kitűnő haszonnal üzetik; a juhok egyátaljában megnemesitettek, s az erdő rendes vágásokra van felosztva. Ut. posta Kassa.”
Borovszky Samu monográfiasorozatának Abaúj-Torna vármegyét tárgyaló része szerint: „Sacza község, 75 házzal 532 magyar és tót lakossal. Postája Buzinka. A község fölött hajdan vár emelkedett, melyet Kassa városa a XV. században leromboltatott, hogy a cseh husziták, kiknek fészke volt, hasznát ne vehessék. Kath. temploma a reformáció előtti időből való; egy ideig a protestánsok birtokában volt, s 1738-ban kapták vissza a katholikusok. Semsey András kir. kamarás 1779-ben restauráltatta. A Semsey családnak itt régi nagy kastélya van.”
1920 előtt Abaúj-Torna vármegye Kassai járásához tartozott, majd az új Csehszlovák államhoz csatolták. 1938 és 1945 között ismét Magyarország része. 1943-ban egyesítették Buzinkával.
A második világháború után Sacán építették fel a Keletszlovákiai Vasművet, az ország legnagyobb kohászati üzemét. Az építés több mint 8 km²-es területen 1960-ban indult meg és 1965-ben kezdődött el a termelés. A vasműhöz kiépítették az Ungvár–Enyicke-vasútvonalat Szovjetunióból. 2000-ben új korszak kezdődött az üzem történetében, amikor a vezető amerikai acéltársaság, a U.S. Steel vásárolta meg.
Saca 1970-ben lett Kassa város huszonkettedik városrésze.

### Buzinka
Vályi András szerint: „BUZINKA. Magyar falu Abaúj Vármegyében, birtokosai Kende Urak, lakosai katolikusok, és reformátusok, fekszik Kassától egy mértföldnyire, nevezetesíti e’ helyet néhai híres Buzinkai, vólt Pataki Profeszszornak szűletése. Határbéli földgye termékeny, legelője szűk, 1/3. része soványos, ’s épűletre való fát pénzen vesznek, de mivel javai külömbfélék, és Kassátol nem meszsze van, első Osztálybéli.”
Fényes Elek szerint: „Buzinka, tót f. Kassához dél-nyugotra 1½ mfdnyire, az Ida pataka, 's Satza helysége mellett: 462 kath., 11 evang., 55 ref., 28 zsidó lak. Nevezetesíti ezen helységet a' Grach uraság' kastélyja; nagy angol-kertje, sok ritka külföldi növevénnyel, üvegházzal, halastóval; 's nemesített spanyol juh tenyésztése. F. U. Grach, Dobay, Semsey, Kende örökösök.”
Abaúj-Torna vármegye monográfiája szerint: „Délre a Kanyapta-völgybe leszállva s innen Csécsen át az országuton Kassának tartva, az Ida patak mellett buzinka községbe jutunk, melynek 62 házában 446 magyar és tót lakik. Postaállomás. Távirója Nagy-Ida. Itt van gróf Zichy Ernő nagybirtokos kényelmes és tetszetős kastélya, melyet Grach földbirtokos e század elején épittetett és a mostani tulajdonos átépittetett. Belső berendezése szintén izléses. Étkezőjének falait egy 40 személyre való remek szép "Alt-Wien" asztali készlet ékesiti. Parkja terjedelmes, szép ültetvényekben gazdag, több mesterséges barlang és nagy tó diszíti. A tulajdonosnak itt nagy és jól jövödelmező tejgazdasága van.”
1920 előtt Abaúj-Torna vármegye Kassai járásához tartozott, majd az új Csehszlovák államhoz csatolták. 1938 és 1945 között ismét Magyarország része. 1943-tól Sacához tartozik.

## Népessége
1910-ben 571-en, többségében magyarok lakták, jelentős szlovák kisebbséggel.
Lakosainak száma 2003-ban 4767 volt.
2011-ben 5612 lakosából 4121 szlovák.

## Nevezetességei
- Római katolikus templom.
- A Semsey család rokokó kastélya.
- A Kassai Vasmű az ország legnagyobb kohászati üzeme.

|  |  |

## Lásd még
- Kassa
- Abaszéplak
- Bárca
- Hernádtihany
- Kassaújfalu
- Kavocsán
- Miszlóka
- Pólyi
- Szentlőrincke
- Szilvásapáti
- Zsebes